# Gammarus desperatus
Gammarus desperatus is een vlokreeftensoort uit de familie van de Gammaridae. De wetenschappelijke naam van de soort is voor het eerst geldig gepubliceerd in 1981 door Cole. Cole gaf de vlokreeft de soortnaam desperatus vanwege de bijna hopeloze situatie waar de populatie van deze endemische soort zich in bevindt.
G. desperatus is ooit aangetroffen op drie locaties in New Mexico in de Verenigde Staten, maar inmiddels is het op twee van deze locaties verdwenen. De soort wordt nu alleen nog aangetroffen in het  Bitter Lake National Wildlife Refuge. Dit is een beschermd natuurgebied in centraal Chaves County in New Mexico een paar mijl ten noordoosten van Roswell. De rivier de Pecos stroomt door dit gebied.
De vlokreeftjes worden aangetroffen in kleine riviertjes en stilstaande wateren waar het zoete water koel en zuurstofrijk is. Zij zijn lichtgevoelig en het meest actief in de nacht. Net als andere Gammariden is de soort detrivoor; dat wil zeggen dat hun voedsel vooral bestaat uit dood organisch materiaal of detritus. Hiernaast kunnen ook algen en bacteriën hier onderdeel van zijn.
 G. deperatus is opgenomen als kritiek op de rode lijst van bedreigde soorten van de International Union for Conservation of Nature and Natural Resources (IUCN). De populatie in het Bitter Lake National Wildlife Refuge lijkt stabiel maar habitatachteruitgang en -verlies bedreigen deze wel. Het oppompen van grondwater en olie en gaswinning zijn belangrijke activiteiten in de vallei van de Pecos. Het risico op grondwaterverontreiniging wordt tevens vergroot door de uitbreiding van woonwijken in het gebied.
Samen met Gammarus hyalelloides en Gammarus pecos vormt G. desperatus het Gammarus pecos complex. Alle drie de soorten zijn qua verspreiding begrensd tot de vallei van de Pecos in Texas en New Mexico.